# Kroatiska markarmén

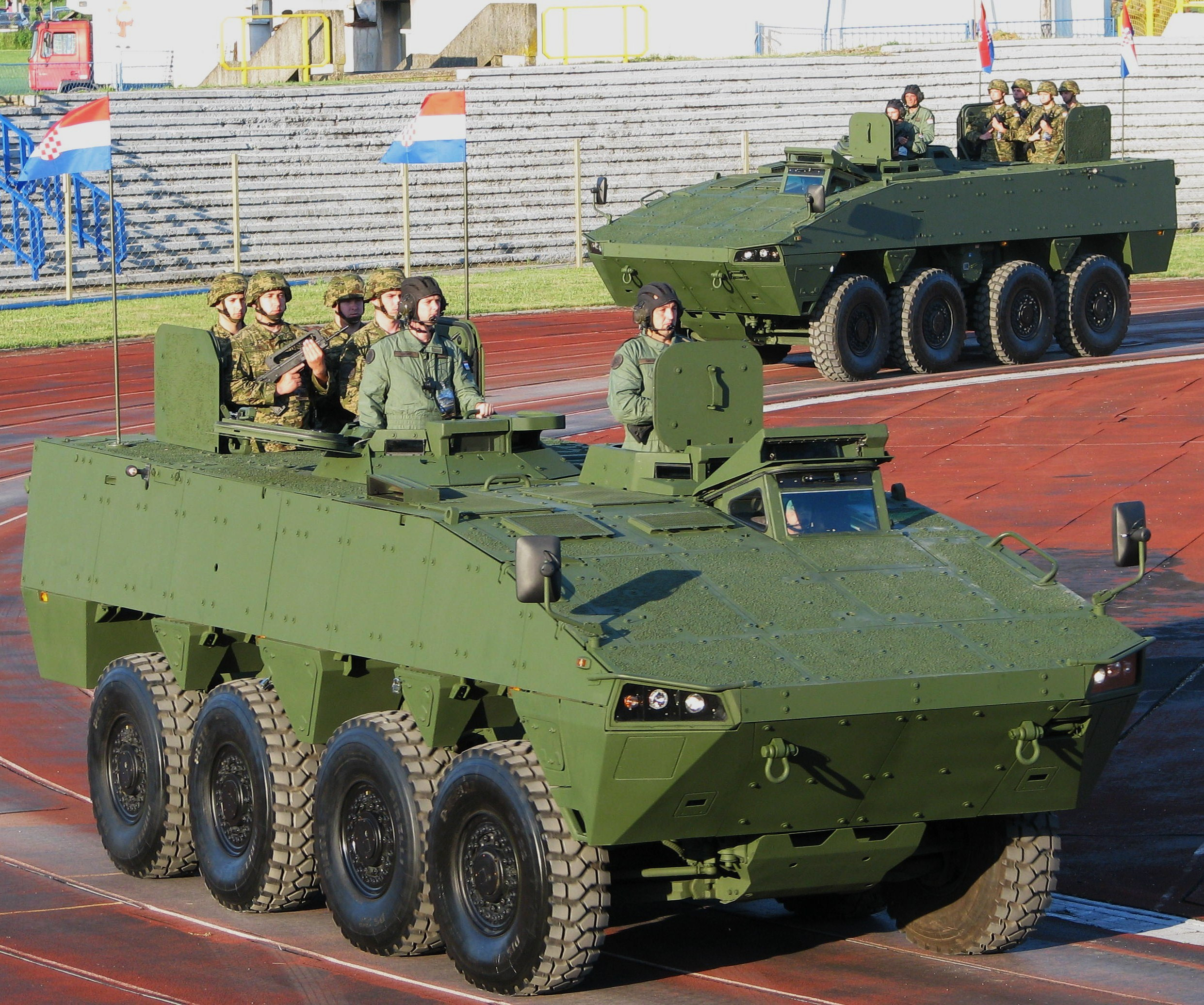
Pansarfordon typ Patria XA-360 AMV tillverkad av Patria

Kroatiska markarmén (kroatiska: Hrvatska kopnena vojska, förkortat HKoV), i folkmun även kallad Hrvatska vojska (Kroatiska armén), är en av tre försvarsgrenar inom den kroatiska försvarsmakten.

## Struktur

Den kroatiska arméns organisationsstruktur 2007.